# Are You Gonna Go My Way
Pour l’article homonyme, voir Are You Gonna Go My Way (chanson).
Albums de Lenny Kravitz
Mama Said
(1991) Circus
(1995)
Are You Gonna Go My Way est le troisième album de Lenny Kravitz, sorti en 1993 par Virgin Records. Il a été enregistré à Waterfront Recording Studios, Hoboken, New Jersey.

## Liste des titres
1. Are You Gonna Go My Way - 3:32
2. Believe - 4:55
3. Come On and Love Me - 3:55
4. Heaven Help - 3:10
5. Just Be a Woman - 3:48
6. Is There Any Love in Your Heart? - 3:42
7. Black Girl - 3:45
8. My Love - 3:53
9. Sugar - 3:58
10. Sister - 7:05
11. Eleutheria - 4:54

## Musiciens
- Lenny Kravitz – Chants, Guitares électrique et acoustiques, Mellotron, basse, batterie, chimes
- Craig Ross – Guitares acoustiques et guitare électrique
- Henry Hirsch – Piano, orgue Wurlitzer, synthétiseur, basse
- Tony Breit – Basse électrique
- Dave Domanich – Batterie sur titre 4, "Heaven Help"
- Michael Hunter – Cor d'harmonie, bugle
- Robert Lawrence – Violons
- Liuh-Wen Ting – Violon
- Michael "Ibo" Cooper – Claviers sur titre 11, "Eleutheria"